# Paul Marx
Pour les articles homonymes, voir Marx.
Jean Paul Marx, dit Paul Marx, né le 12 mars 1935 à Mutzig dans le Bas-Rhin et mort le 19 juin 2018 à Strasbourg, est un évêque catholique français.
Il est missionnaire du Sacré-Cœur de Jésus et évêque de Kerema (en) en Papouasie-Nouvelle-Guinée de 1988 à 2010.

## Biographie
Paul Marx est ordonné prêtre le 29 juin 1963 pour la congrégation des Missionnaires du Sacré-Cœur de Jésus et célèbre sa première messe le 7 juillet 1963 au château de Rohan de Mutzig. Il est envoyé en Papouasie en 1964.
Nommé évêque coadjuteur de Kerema en Papouasie-Nouvelle-Guinée le 3 mai 1985, il est consacré le 13 décembre suivant. Il en devient l'évêque titulaire le 6 décembre 1988.
Le 6 décembre 2007, il reçoit un évêque coadjuteur en la personne de Patrick Taval qui lui succède le 13 mars 2010 au lendemain de son 75e anniversaire. 